# Aleksander Jasicki
Aleksander Jasicki (ur. 14 lipca 1956 w Krakowie) – poeta, prozaik, publicysta, wydawca, animator kultury i sztuki.  Wieloletni działacz i organizator turystyki górskiej, muzyk.

## Działalność
Wieloletni działacz sportu, turystyki i rekreacji (odznaczony m.in. „Srebrnym Światowidem” przez WRKFiT w Krakowie). Organizator turystyki górskiej, działacz, animator i uczestnik ruchów ekologicznych, znakarz turystycznych szlaków górskich przy Komisji Turystyki Górskiej PTTK. Członek Krakowskiej Studenckiej Grupy Straży ochrony Przyrody. Pełnił społecznie funkcję zastępcy Inspektora Wojewódzkiego Straży Ochrony Przyrody w Krakowie.
Członek Związku Literatów Polskich od 1996 r. (pełnił m.in. funkcję wiceprezesa Koła Młodych Autorów przy krakowskim oddziale ZLP). Z ZLP wystąpił w roku 2006.
Od 1995 r. członek Krakowskiego Klubu Artystyczno-Literackiego – obecnie Stowarzyszenia Twórczego Artystyczno-Literackiego (STA-L) w Krakowie. Członek Stowarzyszenia Autorów Polskich w Krakowie od 1997 r. Założyciel Wydawnictwa WiP „@lsander”” w Krakowie, oraz galerii sztuki „Atelier Piekarnia” w Krakowie.
Za działalność organizacyjną na niwie artystycznej wyróżniony nominacją do tytułu „Mecenas Kultury Krakowa Roku 2003”
Poezje publikowane były m.in. w tygodniku "Wieści" (debiut literacki w 1983 r.), "Akancie", "Akcencie", "Aktiviście", "Biuletynie Info.-Kulturalnym", "Biuletynie Studenckiego Klubu Literackiego", "Echu Bieszczadów", "Echu Krakowa", "Dzienniku Polskim", "Erotyce", "Gazecie Górskiej", "Gazecie Krakowskiej", "Fragile", "Głosie Ziemi Kozienickiej", "Końcu Wieku", "Łobeskim Okazjonalniku Kulturalnym", "Magdalence Literackiej", "Metaforze", "Mini-Galerii", "Podkarpaciu", "Po Ziemi", "Przekroju", "Przyrodzie Polskiej", "Razem", "Sexodramie", "Silva Rerum", "Suplemencie", "Spod Akacji", "Temacie", "Tygodniku Salwatorskim", "Wiadomościach Kulturalnych", "Vis â Vis", "Zielonych Brygadach", "Życiu Literackim", "Forum Myśli Wolnej", "Dworzaninie", "Gazecie Kulturalnej" oraz w prasie zagranicznej: "Liście Oceanicznym" (Toronto), paryskiej "Kulturze" i nowojorskim "Polish Daily News".
Wiersze zamieszczane były także w kilkudziesięciu publikacjach zbiorowych: almanachach, antologiach, wyborach i zbiorach poezji, folderach, katalogach, oraz prezentowane w programach radia i telewizji.
Wiersze tłumaczone były na język angielski i niemiecki.

## Twórczość

### Zbiory poezji Aleksandra Jasickiego.
- „Nocy daję kosza” (ZLP, Kraków 1995),
- „Z Kulą u nogi” (ZLP, Kraków 1995),
- „Nagość dajmy piękną” (KKA-L, Kraków 1996),
- „Wnyki bieszczadu” (ZLP, Kraków 1996),
- „Kochałeś Abla?” (KKA-L, Kraków 1997),
- „Święte drzewa” - (Galicyjska Oficyna Wyd., Kraków 1999),
- „Skrzydła i inne groźby” (Wyd. Edukacyjne – Kraków 2000),
- „OLA B. – poemat SMS-em” (Wyd. Studio ONZE – Kraków 2003),
- „Kobieta z Deneboli. Niedokończony testament” (Wyd. @lsander + ZLP, Kraków 2006),
- „Lista ginących gatunków” – wybór wierszy w serii wyd. „Poeci Krakowa” (Wyd. FALL, Śródm. Ośrodek Kultury – Kraków 2006),
- „Teczka zielonego. 22 dowody na współpracę” (Wyd. @lsander, Kraków 2008),
- „Wybacz mi, Bieszczadzie”- 101 wierszy „bieszczadzkich” (Wyd. "@lsander", Kraków 2008)

### Opracowanie książek innych autorów (redakcja literacka)
- Ave Gaja! – (antologia poezji ekologicznej współczesnych poetów Małopolski – tom pierwszy; (projekt wydawniczy, redakcja literacka);
- „Ave Gaja! – Księga Druga” – (tom drugi antologii poezji ekologicznej); (projekt wydawniczy, redakcja literacka);
- „Podróż do miłości” – powieść, autor: Robert Larken (Australia);
- „Pora anemonów” – poezja, autor: Marzanna Fiałkowska-Pyzowska;
- „Tropikalna zdrada” – powieść, autor:  Robert Larken (Australia);
- „Adult Centre, czyli z życia posumów” – powieść, autor: Robert Larken (Australia);
- „Sprzedawca obrazów” (The Picture seller) – proza poetyucka, autor: Monika Bogdanowska „Mimero”;
- „Wizyta u Pana Boga” – powieść, autor: Robert Larken (Australia);
- "Zwierzenia clowna" - wybór wierszy, autor: Hanna Wietrzny;
- "Z łyżką clowna przez los" - proza poetycka & zbiór scenariuszy teatralnych, autor: Hanna Wietrzny;.
- "Kronika Gdowa - przez wiek XVIII i XIX do lat 60-tych XX wieku" - autor: Piotr Gumułka.

## Nagrody i wyróżnienia w ogólnopolskich konkursach literackich
- O Jaszczurowy Laur (Kraków 86 r.);
- III Ogólnopolskiego Konkursu Poetyckiego Dać Świadectwo (Kraków 1995);
- IV Ogólnopolskiego Konkursu Poetyckiego Radia „Alfa" (Kraków 1995);
- I Ogólnopolskiego Konkursu Literackiego Cztery Pory Roku (Szczecinek 1996);
- IV Ogólnopolskiego Konkursu Poetyckiego Dać Świadectwo (Kraków 1996);
- IV Edycji Konkursu  Złoty Kałamarz i Złamane Pióro (Kraków 1997);
- II Ogólnopolskiego Konkursu Literackiego Cztery Pory Roku (Szczecinek 1997);
- XXIX Ogólnopolskiego Konkursu Poetyckiego im. Jana Śpiewaka (Świdwin 1998);
- I Ogólnopolskiego Konkursu Poetyckiego Wena 99’ (Kraków – Gorzeń Grn.1999);
- III Ogólnopolskiego Konkursu Poetyckiego im. R. Brandstaettera (Tarnów 2000)
- I Konkursu "300 Słów O Wierszu" (Internet - 2012 r.)

## Recenzje, teksty, eseje, noty, szkice literackie o twórczości Aleksandra Jasickiego
1. Wiesław Kolarz – „Poeta spraw codziennych” (Gazeta Krakowska 6.04.84)
2. Józef Baran: „Własne słowo” (Tygodnik „Razem” W-wa 01.09.85)
3. Hanna Wietrzny: „Ja i continental” (Magdalenka Literacka nr 7-9)
4. Kay Romeyko-Hurko: „A. Jasicki–„z Kulą u nogi” („Biuletyn W.O.Ś. Urz. Wojew. M. Krakowa nr 6/95”)
5. Zbigniew Bela: „Aleksander Jasicki – wiersze” (recenzja w t. „z Kulą u nogi”)
6. Maciej Naglicki: „Posłowie” – (posłowie w t. „z Kulą u nogi”)
7. Jacek Wysowski: „Mocne uderzenie” (recenzja w m-cznik „Zielone Brygady” X 95)
8. Gabriela Morawiecka:„Dla wszystkich jednakie” („Magdalenka Literacka” X 95)
9. dr Andrzej Kaliszewski: „Z ZLP u nogi” – Młoda poezja kręgu KO ZLP-95” (w: „Krytyka, krytyka, krytyka” – ZLP O/Kraków XII 95’)
10. Maciej Naglicki: „Posłowie” (w t. „Nagość dajmy piękną”)
11. dr hab. Eugenia Basara-Lipiec: „Wiersze A. Jasickiego…” (posłowie w t. „Nagość dajmy piękną”)
12. Gabriela Morawiecka: „Pouprawiajmy poezję” („Magdalenka Literacka” IV 96)
13. Julian Kawalec: „Z dwóch trudów” (Posłowie w t. „Wnyki bieszczadu”)
14. Leszek Żuliński: (komentarz werdyktu jury – katalog-pokłosie Konkursu Poetyckiego „Cztery Pory Roku – Wiosna” (Szczecinek 96’)
15. Janusz Orlikowski: „Wiersze A. Jasickiego” – esej literacki (w: „Proza, proza, proza – t.2” (ZLP XI 96), oraz w: „Radość i dyskoteka” – eseje i szkice lit. – KKA-L 1997)
16. Adam Ziemianin: „Biurwa w porannym pornotyku” (w: „Dziennik Polski” – III 96)
17. Jerzy M. Czarnecki: „Jasickiego Ziemi i Ludziom” (w: „Gazeta Krakowska” – 28 XI 96)
18. Maciej Naglicki: „Bieszczadzki przewodnik Aleksandra Jasickiego” (w: „Koniec Wieku” nr 9 – XI 96)
19. prof. Ignacy St. Fiut: „Dusza Bieszczadów” (w „Światy Poetów – szkice literacko-filozoficzne z lat 1980-96”)
20. Henryk Cyganik: „Poezja z gór utkana” („Echo Krakowa” 17 I 97 r, oraz w: „Wiadomości Kulturalne” nr IV 02.97)
21. prof. Ignacy St. Fiut : „Fenomen życia – Aleksandra Jasickiego „Kochałeś Abla?” (w: „Dziennik Polski” 30 X 97)
22. Karolina Królikowska: „Kochałeś Abla?” (w: „Zielone Brygady” 1/103 – I 1998)
23. prof. Alicja Zemanek: „W sidłach natury, czyli Aleksadra Jasickiego wędrówki po Bieszczadach” (w: „Silva Rerum” – Biblioteka Zielonych Brygad 199r, oraz w: „Suplement” – nr 3/98)
24. Igor Mostowicz: „Propozycje literackie Magdalenki Literackiej” (w: „Magdalenka Literacka I/98”)
25. Tadeusz Z. Bednarski: „Oczarowania lasem i górami” (w: „Dziennik Polski” V 98)
26. Jan Poprawa: „Nowe wiersze Aleksandra Jasickiego” (w: „Suplement” – nr 9/98)
27. Anna Trzpis: „Zapis zdarzeń codziennych” (w: „Magdalenka Literacka” XII 98)
28. prof. Marta Wyka: „Posłowie” (w t. „Święte drzewa”)
29. Jan Poprawa: „Jak być artystą?” (posłowie w t. „Święte drzewa”)
30. Grażyna Korzeniowska: „Akwen myśli i rzeźby” (w: „Sukces” 3/107 – III 99)
31. Ryszard Sadaj: „Święte drzewa Jasickiego” (w: „Dziennik Polski” 15.04.99)
32. prof. Ignacy St. Fiut: „Wiersze pisane i rzeźbione” (w: „Zielone Brygady” VI 99 oraz w:„Suplement” VI 99)
33. Tadeusz Z. Bednarski: „Święte drzewa” („Dziennik Polski” XII 99)
34. Jerzy M. Czarnecki: „Jasickiego sacrum i profanum” (w: „Magdalenka Literacka” XII 99)
35. prof. Ignacy St. Fiut: „Poezja ekologiczna i ekologizująca” („Proza, proza, proza” t. V ZLP Kraków 1999)
36. prof. Alicja Baluch: „Uważne czytania. Z kręgów liryki XX wieku” (Wyd. Naukowe Akademii Pedagogicznej – Kraków 2000)
37. prof. Alicja Baluch: Posłowie:„Poetyckie loty…” (w t. „Skrzydła i inne groźby”)
38. Lidia Koszutka: „Aleksander Jasicki – Skrzydła i inne groźby” (w: „Suplement” 2000 Nr 9)
39. Robert Drobysz: „Czy można być poetą ekologicznym” (w: Akant” Nr 4/2001, oraz w: „Zielone Brygady” Nr 6/2001)
40. Jerzy Hłond: „Rekomendacje” (w: „Akant” Nr 12/2001)
41. Janusz Orlikowski: „Rekomendacje” (w: „Akant” Nr/ 2002)
42. prof.I.St.Fiut : „Między Krakowem a Bieszczadem” (w: Proza, proza, proza – t. VIII, ZLP Kraków 2002)
43. Jerzy M. Czarnecki:„Posłowie do Trójkąta z Poezją” (w t.: „OLA B. – poemat SMS-em” – Kraków 2003)
44. Włodzimierz Jurasz:	Pupka poety” (w: „Gazeta Krakowska” 08.05.2003)
45. Grażyna Korzeniowska: „Poeta obnażony” (w: „Super Express” – 30.05.2003)
46. Szczęsny Wroński: „Słowo poety” (w: „Proza, proza, proza” – ZLP o/Kraków, t. IX. – 2003)
47. Maciej Kazimierczuk: „SMS-a daj mi, luby” (w: „Gazeta Wyborcza” – XI. 2003 – fragment)
48. prof. Ignacy St. Fiut: „Miłość w poetyckim dyskursie” (w: „Proza, proza, proza” – tom 9.dział „Krytyka”,ZLP Kraków 2003)
49. Maciej Naglicki: „Bezgrzeszna nagość poety” (w: „Proza, proza, proza” – ZLP o/ Kraków, t. X.- 2004)
50. prof. Alicja Baluch	„Słowo o książce” (posłowie do tomu „Kobieta z Deneboli” – WiP @lsander, ZLP o/Kraków, Kraków 2006)
51. prof. Alicja Baluch „Odbrzmiewanie poezji” (przedsłowie do wyboru wierszy pt.:„Lista ginących gatunków” w serii „Poeci Krakowa” ,ŚOK Kraków, Kraków 2006)
52. Ernest Bryll: (Listy do poety – archiwum)
53. Ludwik Filip Czech: „Świetny wybór – dobra poezja” (w: m-cznik „Akant”, XII. 2006 r.)
54. Ernest Bryll: Słowo Wstępne (w:  zbiorze wierszy bieszczadzkich pt: „Wybacz mi, Bieszczadzie”, Wyd. „@lsander”, Kraków 2008)
55. Maciej Naglicki: „Jasickiego święty bieszczadzki egocentryzm” (w: „Dworzanin”, Kraków 2009)
56. prof. Ignacy St. Fiut: „Miłość w poetyckich dyskursach” (w: „Kulturowa tożsamość poetów”- Uczelniane Wydawnictwo Naukowo-dydaktyczne AGH, 2008)
57. prof. Ignacy St. Fiut: „Jesień dla poetów pełna słowobrania” (w: „Kulturowa tożsamość poetów”- Uczelniane Wydawnictwo Naukowo-dydaktyczne AGH, 2008)
58. prof. Ignacy St. Fiut: „Aleksandra Jasickiego Instytut Pamięci Nawróconej” (w: „Gazeta Kulturalna””, Nr 2(150), luty 2009)